# 大文字屋新十郎
大文字屋 新十郎（だいもんじや しんじゅうろう、生没年不詳）は、戦国時代の人物。

## 来歴
浅井久政の子で、元の名前を浅井治政という。妻は朝倉氏旧臣・上木新兵衛の娘・八重（前田利家の側室・寿福院の妹）。子女に雁金屋弥十郎の妻など。
江戸時代を通して加賀藩前田家より知行も与えられ、懇意にしていた。代々越前国府中（現在の福井県武生市）の総代を務め本陣を兼ねた。